# Дискография The Mars Volta
Дискография американской рок-группы The Mars Volta, исполняющей прог-рок с элементами эмбиента и психоделики, включает в себя шесть студийных альбомов, два концертных альбом, два мини-альбома, а также двенадцать синглов.
Коллектив был основан в 2001 году двумя музыкантами-мультиинструменталистами — Омаром Родригес-Лопесом (гитара, продюсирование, микширование) и Седриком Бикслер-Завала (вокал, лирика, клавишные). Состав неоднократно менялся, и к концу 2012 года в нём остались только музыканты-первооснователи. В 2013 году, из-за творческих разногласий, группа прекратила своё существование по обоюдному согласию участников.
Дебютный студийный альбом De-Loused in the Comatorium был записан после гастролей коллектива с Red Hot Chili Peppers в качестве разогрева и вышел 24 июня 2003 года под эгидой независимого лейбла Gold Standard Laboratories при поддержке Рика Рубина. Пластинка принесла группе широкую известность и получила положительные отзывы критиков, которые отмечали оригинальную структуру построения композиций и концептуальность. 2005 год стал важным для творчества группы. 14 марта The Mars Volta выпустили «The Widow» — наиболее успешный сингл за всю историю коллектива. Он занял 20 и 95 позиции в британском и американском национальных чартах соответственно и широко ротировался на радио. Впоследствии «The Widow» вошел во второй студийный альбом Frances the Mute, который стал самым коммерчески успешным в истории группы, а также получил статус золотого в США. Немного позже были выпущены два концертных альбома: Live At The Electric Ballroom и Scabdates. Последний вошёл в список лучших альбомов с живыми выступлениями по версии журнала New Musical Express. 7 сентября 2006 года была выпущена третья студийная работа — Amputechture, холодно воспринятая критикой и фанатами, в отличие от The Bedlam in Goliath — четвёртого студийного альбома, который дебютировал на 3 позиции чарта Billboard 200. Первый сингл «Wax Simulacra» с этого альбома получил «Грэмми» за лучшее хард-рок исполнение. 23 июня 2009 года команда выпустила пятый студийный альбом Octahedron под эгидой Warner Bros. Records., включенный журналом PopMatters в список лучших прогрессив-рок дисков 2000-х гг. Последняя студийная работа, Noctourniquet, была выпущена 26 марта 2012 года. После концертного тура в её поддержку The Mars Volta объявили о своём распаде.

## Студийные альбомы
| Год                                                                        | Альбом | Позиция в чартах | Позиция в чартах | Позиция в чартах | Позиция в чартах | Позиция в чартах | Позиция в чартах | Позиция в чартах | Позиция в чартах | Позиция в чартах | Позиция в чартах | Позиция в чартах | Позиция в чартах | Позиция в чартах | Позиция в чартах | Позиция в чартах | Позиция в чартах | Сертификации               |
| Год                                                                        | Альбом | AU               | AT               | BE               | GB               | DE               | ES               | IR               | CA               | NL               | NZ               | NO               | US               | FI               | FR               | CH               | SE               | Сертификации               |
| -------------------------------------------------------------------------- | --- | ---------------- | ---------------- | ---------------- | ---------------- | ---------------- | ---------------- | ---------------- | ---------------- | ---------------- | ---------------- | ---------------- | ---------------- | ---------------- | ---------------- | ---------------- | ---------------- | -------------------------- |
| 2003                                                                       | De-Loused in the Comatorium - Дата выхода: 24 июня - Лейбл: Gold Standard Laboratories, Strummer, Universal Records - Форматы: LP, CD | 47               | —                | —                | 43               | 47               | —                | —                | 74               | —                | —                | —                | 39               | —                | —                | —                | —                | CA: Золотой GB: Серебряный |
| 2005                                                                       | Frances the Mute - Дата выхода: 1 марта - Лейбл: Gold Standard Laboratories, Strummer, Universal Records - Форматы: LP, CD            | 9                | 43               | 13               | 23               | 23               | 80               | 18               | 6                | 34               | 21               | 1                | 4                | 14               | 21               | 81               | 12               | US: Золотой                |
| 2006                                                                       | Amputechture - Дата выхода: 8 сентября - Лейбл: Gold Standard Laboratories, Strummer, Universal Records - Форматы: LP, CD             | 6                | —                | 39               | 49               | 49               | —                | 68               | —                | 54               | 16               | 12               | 9                | 18               | 16               | 88               | 27               |                            |
| 2008                                                                       | The Bedlam in Goliath - Дата выхода: 29 января - Лейбл: Universal Records - Форматы: LP, CD, USB                                      | 3                | 46               | 35               | 42               | 29               | 58               | 57               | 6                | 42               | 13               | 10               | 3                | 9                | 13               | 57               | 32               |                            |
| 2009                                                                       | Octahedron - Дата выхода: 23 июня - Лейбл: Warner Bros. Records, Rodriguez-Lopez Productions - Форматы: LP, CD                        | 41               | —                | 78               | 64               | —                | —                | —                | 16               | —                | 33               | 20               | 12               | 27               | 33               | 54               | 51               |                            |
| 2012                                                                       | Noctourniquet - Дата выхода: 27 марта - Лейбл: Warner Bros. Records, Rodriguez-Lopez Productions - Форматы: LP, CD                    | 18               | 66               | 90               | 51               | 58               | 83               | 85               | —                | 61               | 25               | 34               | 15               | 23               | 25               | 47               | —                |                            |
| Знак «—» означает, что альбом не попал в чарт или не был выпущен в стране. | |                  |                  |                  |                  |                  |                  |                  |                  |                  |                  |                  |                  |                  |                  |                  |                  |                            |

## Концертные альбомы
| Год  | Альбом                                                                                     | Позиция в чартах |
| Год  | Альбом                                                                                     | US               |
| ---- | ------------------------------------------------------------------------------------------ | ---------------- |
| 2005 | Scabdates - Дата выхода: 8 ноября - Лейбл: Gold Standard Laboratories - Форматы: LP, CD    | 76               |
| 2005 | Live At Electric Ballroom - Дата выхода: 10 мая - Лейбл: Universal Records - Форматы: 2×LP | —                |

## Мини-альбомы
| Год  | Детали                                                                                                  |
| ---- | --- |
| 2002 | Tremulant - Релиз: 2 апреля - Лейбл: Gold Standard Laboratories - Форматы: LP, CD                       |
| 2003 | Live - Релиз: 1 июня - Лейбл: Gold Standard Laboratories, Strummer, Universal Records - Форматы: LP, CD |

## Синглы
| Название                                 | Год  | Позиция в чартах | Позиция в чартах | Позиция в чартах | Позиция в чартах | Позиция в чартах | Альбом                      |
| Название                                 | Год  | AU               | UK               | US 100           | US Hot           | US Alt.          | Альбом                      |
| ---------------------------------------- | ---- | ---------------- | ---------------- | ---------------- | ---------------- | ---------------- | --------------------------- |
| "Inertiatic ESP"                         | 2003 | —                | —                | —                | —                | 42               | De-Loused in the Comatorium |
| "Televators"                             | 2004 | —                | —                | —                | 64               | 41               | De-Loused in the Comatorium |
| "The Widow"                              | 2005 | 95               | 7                | 25               | —                | 20               | Frances the Mute            |
| "L'Via L'Viaquez"                        | 2005 | —                | —                | —                | —                | 53               | Frances the Mute            |
| "Viscera Eyes"                           | 2006 | —                | —                | —                | —                | —                | Amputechture                |
| "Wax Simulacra"                          | 2007 | —                | —                | —                | —                | —                | The Bedlam in Goliath       |
| "Goliath"                                | 2008 | —                | —                | —                | —                | —                | The Bedlam in Goliath       |
| "Cotopaxi"                               | 2009 | —                | —                | —                | —                | —                | Octahedron                  |
| "Since We've Been Wrong"                 | 2009 | —                | —                | —                | —                | —                | Octahedron                  |
| "The Malkin Jewel"                       | 2012 | —                | —                | —                | —                | —                | Noctourniquet               |
| "Blacklight Shine"                       | 2022 | —                | —                | —                | —                | —                | N/A                         |
| "Graveyard Love"                         | 2022 | —                | —                | —                | —                | —                | N/A                         |
| "—" означает что релиз не вошёл в чарты. |      |                  |                  |                  |                  |                  |                             |

### Промосинглы
| Название                                         | Год  | Альбом                      |
| ------------------------------------------------ | ---- | --------------------------- |
| "This Apparatus Must Be Unearthed" - Форматы: CD | 2003 | De-Loused in the Comatorium |
| "Candy And A Currant Bun" - Форматы: CD+LP       | 2008 | The Bedlam in Goliath       |

## Видеоклипы
| Год  | Видео                           | Режиссёр                     |
| ---- | ------------------------------- | ---------------------------- |
| 2003 | «Son et Lumière/Inertiatic ESP» | Омар Альфредо Родригес-Лопес |
| 2004 | «Televators»                    | The Saline Project           |
| 2005 | «The Widow»                     | Jim Agnew & Simon Chan       |
| 2005 | «L’Via L’Viaquez»               | Омар Альфредо Родригес-Лопес |
| 2007 | «Wax Simulacra»                 | Хорхе Эрнандес               |
| 2008 | «Aberinkula»                    | Омар Альфредо Родригес-Лопес |
| 2008 | «Goliath»                       | Омар Альфредо Родригес-Лопес |
| 2008 | «Askepios»                      | Омар Альфредо Родригес-Лопес |
| 2008 | «Ilyena»                        | Омар Альфредо Родригес-Лопес |
| 2009 | «Cotopaxi»                      | Омар Альфредо Родригес-Лопес |
| 2009 | «Since We’ve Been Wrong»        | Омар Альфредо Родригес-Лопес |
| 2022 | «Blacklight Shine»              | Каролина Вольф               |

## Промоиздания
| Год  | Название                                                            |
| ---- | ------------------------------------------------------------------- |
| 2008 | Candy And A Currant Bun - Лейбл: Universal Records - Форматы: CD+LP |